# Kashan (flygplats i Iran)
Kashan är en flygplats i Iran. Den ligger i den centrala delen av landet, 200 km söder om huvudstaden Teheran. Kashan ligger 1 056 meter över havet.
Terrängen runt Kashan är platt åt nordost, men åt sydväst är den kuperad.Runt Kashan är det ganska glesbefolkat, med 43 invånare per kvadratkilometer. Närmaste större samhälle är Kashan, 13,9 km nordväst om Kashan. Trakten runt Kashan är ofruktbar med lite eller ingen växtlighet.